# Paroy-en-Othe
Paroy-en-Othe är en kommun i departementet Yonne i regionen Bourgogne-Franche-Comté i norra Frankrike. Kommunen ligger i kantonen Brienon-sur-Armancon som tillhör arrondissementet Auxerre. År 2022 hade Paroy-en-Othe 154 invånare.

## Befolkningsutveckling
Antalet invånare i kommunen Paroy-en-Othe
| Referens: INSEE |